# كونسيرت خيباو (أمستردام)

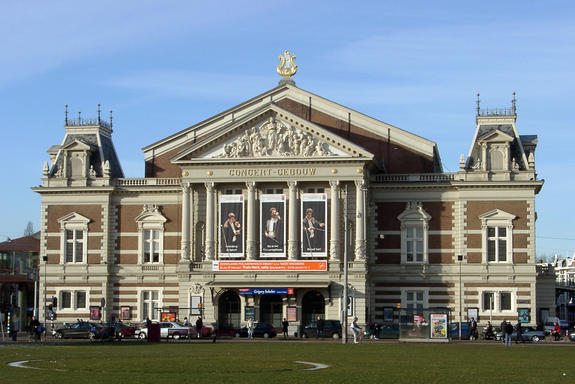
Concertgebouw Amsterdam

الكونسيرت خيباو (بالهولندية: Concertgebouw وتعني بالمعنى المجازي: قصر الحفلات) بمدينة أمستردام من أشهر المسارح في العالم ويمتاز بجودة ضبط الأصوات فيه. منذ عام 1888 ولمدة قرن تقريبا قدم هذا المسرح الموسيقى الكلاسيكية.في 11 أبريل من عام 2013 بمناسبة الذكرى 125 للمبنى، منحت الملكة بياتريكس أسم (Koninklijk) يعني  ملكي  للمبنى، كما فعلت بل السابق على الرويال كونسرت خيباو أوركسترا. وذلك بسب جودة الأصوات فيه، ويعتبر كونسيرت خيباو واحد من أرقى صالات الحفلات الموسيقية في العالم، جنباً إلى جنب مع صالة بوسطن الأوركسترالية وصالة موسكيفيرن في فينا.

## التاريخ
تم افتتاح كونسيرت خيباو في 11 أبريل 1888، له قاعاتان.
- (خروت زال)  (القاعة الكبرى) وهي القاعة الرئيسية طولها  44م وعرضها  28 م بأرتفاع  17 م ، فيها  1.974 مقعداً.

ومدة ارتدادها الصوتي  2.8 ثانية بدون جمهور،  2.2 ثانية مع جمهور مما يجعلها مثالية لأعمال فترة الرومانسية المتأخره كـ أعمال مالر.
- (كلاين زال)  (القاعة الصغرة) والمكان على شكل بيضوي، تقع خلف القاعة الرئيسية، طولها 20 م وعرضها 15 م وهي مناسبة تماماً لموسيقى الحجرة والأغاني. والقاعة الصغيرة فيها 437 مقعداً.

عام 2004 زار المسرح 833.000 ليصبح بذلك أكثر المسارح في العالم من حيث عدد الزائرين، كما يمكن معرفة برامجه عبر الشبكة العنكبوتية.

## معرض صور

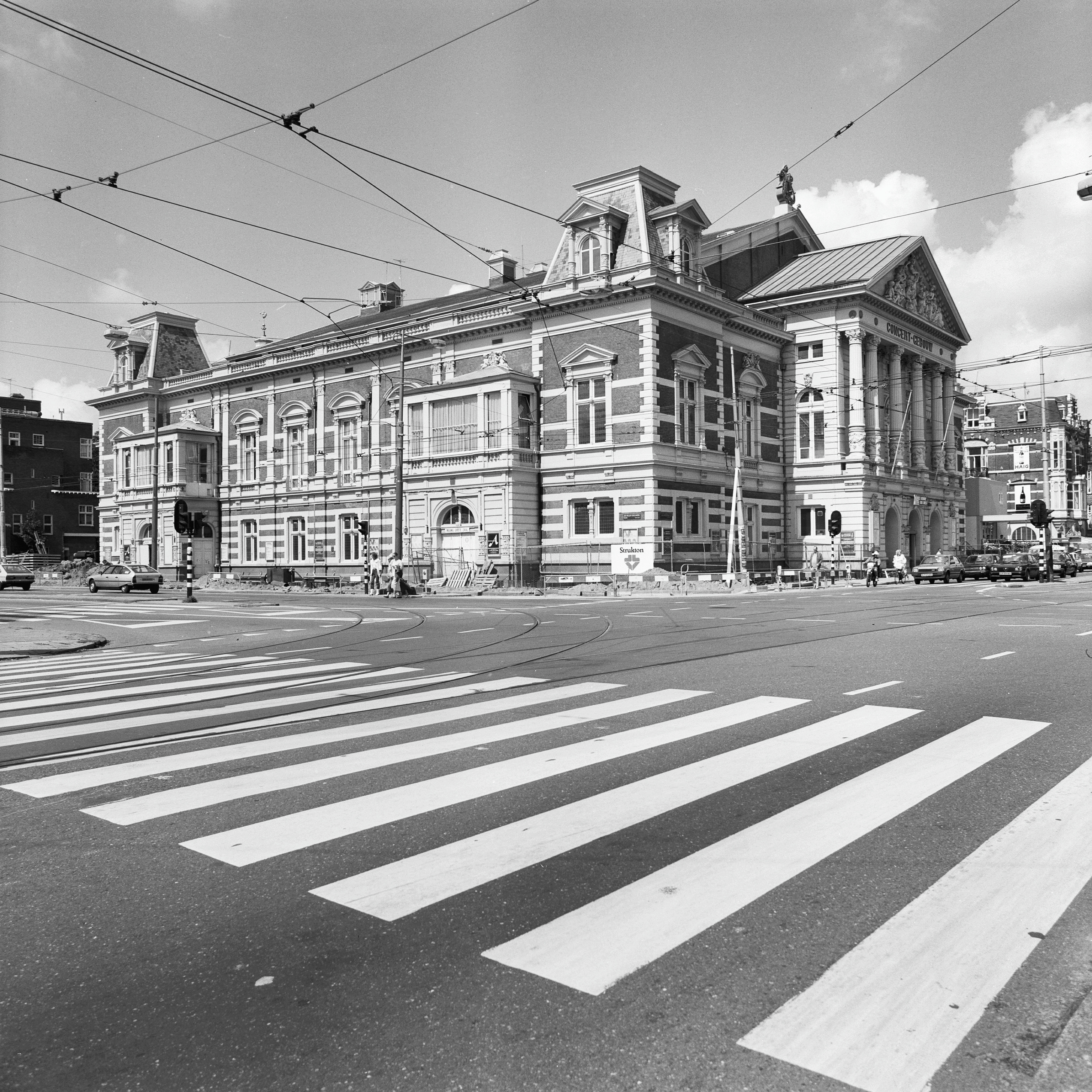
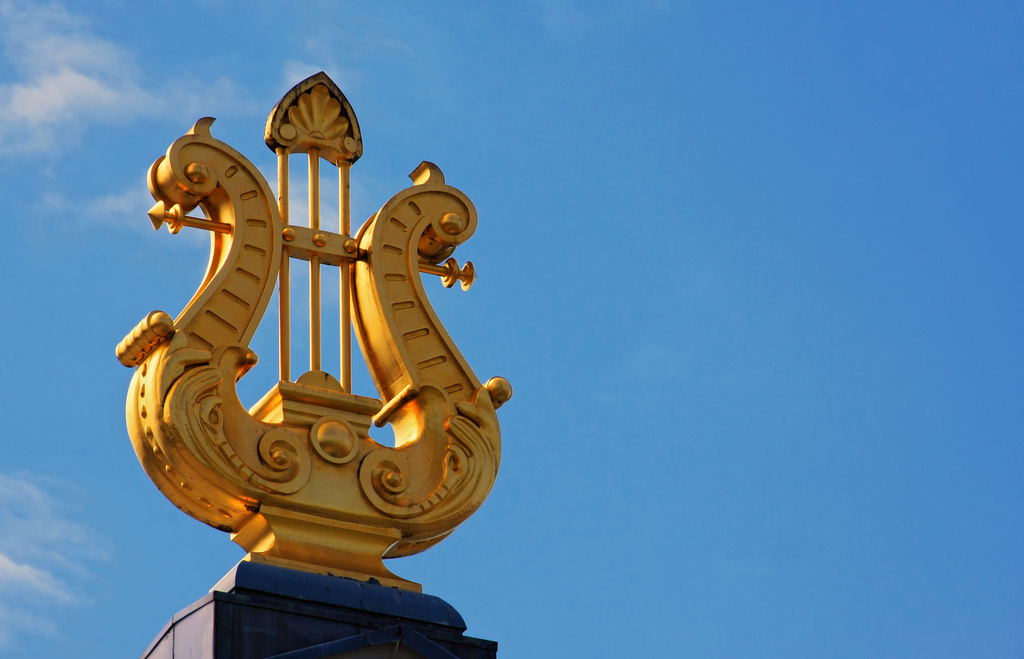
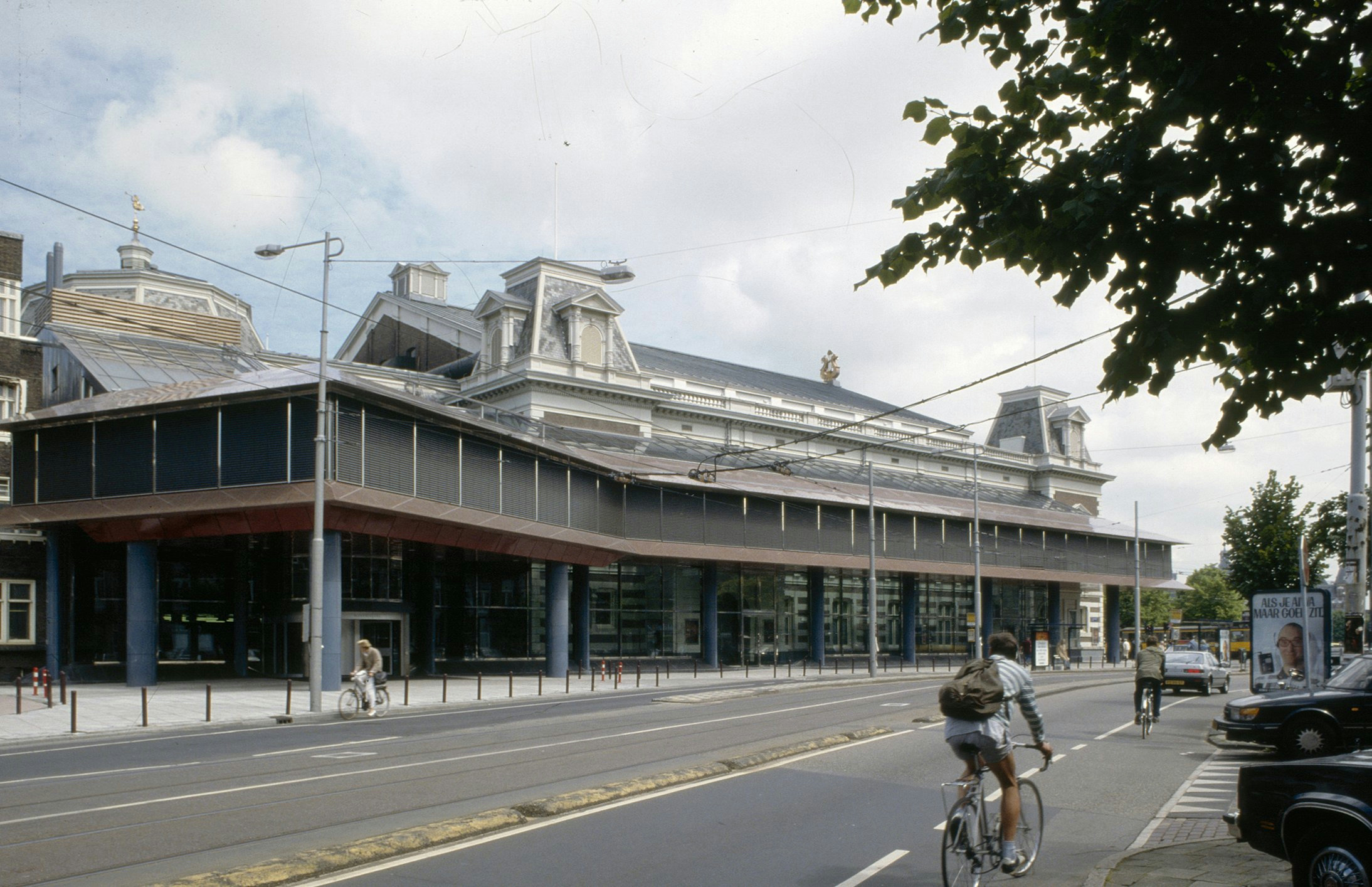

## وصلات خارجية
- الموقع الرسمي للكونسيرت خيباو (هول. أنج.)